# Mike Ribas
Miquel Ribas i Miràngels (Olot, 16 de gener de 1932 – Barcelona, 11 de desembre de 2009), conegut artísticament com a Mike Ribas, va ser un pianista, arranjador, compositor i director musical català. Gran part de la seva carrera artística la va desenvolupar a l'Argentina. Va compondre la banda sonora de gairebé trenta pel·lícules, unes dues-centes sintonies per a la TV i va registrar a la societat d'autors més de tres-centres cançons d'èxit.

## Biografia
El seu entorn familiar va afavorir, en gran manera, la seva sensibilitat musical. El seu pare, Joan Ribas Massegur, era pianista afeccionat i el seu oncle Francesc Prat Bassols, tocava professionalment la tenora, el saxo i el violí a diverses formacions de Barcelona. De molt petit, va cursar a Olot estudis de solfeig i piano amb l'eminent professora Loreto Juvinyà. Els seus progressos varen ser tan grans que als 13 anys es va traslladar a Barcelona per poder estudiar en el Conservatori Superior de Música.
Posteriorment, va tocar en diverses orquestres. Aquí destaca especialment la seva etapa de col·laboració amb Juanito Segarra. Ja a mitjans dels anys 50, va formar part d'un grup que va tenir molta projecció. L'èxit d'aquest conjunt va fer que els contractessin per fer una gira per tot l'Orient. A Teheran va conèixer la cantant Lydia Scotti, que aviat es va adonar del seu talent i el va contractar com a pianista i director del seu conjunt Combo Latino.
Amb ells va fer una gira, primer per Europa i després a l'Argentina, on Miquel Ribas va debutar al Teatre Nacional a l'Avenida Corrientes, La calle que nunca duerme, el carrer dels teatres de Buenos Aires. Després, Lydia Scotty el va convidar a continuar amb la seva formació en una llarga gira que els va dur per tota l'Amèrica Llatina, els Estats Units i el Canadà. Els recitals es convertirien en una performance, on Miquel agafaria un paper més principal. Arran d'això, li van suggerir que adoptés el nom artístic de Mike Ribas.
A principis dels anys 70, Mike Ribas va dirigir la gravació del disc Vinicius de Moraes en la Fusa amb Maria Creuza i Toquinho, en els estudis ION de Buenos Aires. L'èxit d'aquest LP va fer que n'enregistressin un segon, aquest cop amb Maria Bethânia, en què Mike Ribas va tenir-hi un rol encara més important, fent-hi la majoria dels arranjaments musicals i participant en el grup com a pianista de forma destacada. El treball de Miquel s'aprecia fonamentalment en els temes Samba de Bençao i A Tonga de Mironga do Kabuleté que varen ser els que més varen triomfar. Aquesta col·laboració amb Vinicius va donar a conèixer Mike Ribas al Brasil a la vegada que va reforçar la fama de gran músic que ja tenia a l'Argentina. Així li varen oferir dirigir grans musicals en els millors teatres de Buenos Aires. L'any 1977 va assumir la direcció del musical Chicago, que va aconseguir mantenir-se molts mesos en cartell en el Teatre Nacional.
A més a més, va intervenir en nombrosos programes de televisió. La seva participació més important va ser dirigir, durant diverses temporades, l'orquestra estable de Canal 13 (la principal cadena de TV de l'Argentina). Va col·laborar en concerts i gravacions d'artistes com Raphael, Nino Bravo o Chico Novarro. Amb aquest darrer va enregistrar el 1981 la cançó Súbete a mi nube, que va quedar finalista del X Festival de l'OTI. Aquest certamen musical de la cançó iberoamericana, el va dirigir entre els anys 1984 i 86 en les edicions fetes a Ciutat de Mèxic, Sevilla i Santiago de Xile. L'any 2004 va participar a Itàlia en el Festival Leo Ferré, on va rebre el reconeixement a tota la seva trajectòria.
Mike Ribas era un músic que conreava diversos estils. Tant componia música per al teatre o el cinema com se'l podia trobar tocant un bolero, acompanyant un tango al piano o bé actuant com a solista amb la Chicago Jazz Band, com quan va participar en un memorable concert l'any 2005 en el teatre Margarida Xirgu. Malgrat viure a l'Argentina, al llarg de la seva carrera va col·laborar sovint amb músics catalans. Un bon exemple d'això és que es va integrar una bona temporada com a arranjador i pianista de la Gran Orquestra de Xavier Cugat. També va treballar amb Xavier Ribalta en diversos projectes, com ara una tanda de concerts a Buenos Aires i Catalunya. Junts, varen participar també en el Festival Leo Ferré a Itàlia l'any 2004.
La seva llarga carrera li va valer un premi SADAIC (Societat Argentina d'Autors i Compositors) el 1987 com a millor compositor de música de cinema.
Va morir a Barcelona l'11 de desembre de 2009 als 77 anys quan feia teatre musical i tenia una revista (La Rotativa del Maipo) en cartellera. L'any anterior, Julio Bocca i Lino Patalano, propietaris del teatre Maipo, un dels més importants de Buenos Aires, havien confiat en Mike Ribas perquè dirigís l'espectacle "Maipo, siempre Maipo", que es va programar amb motiu de la commemoració del centenari del teatre. Van participar en aquest show grans noms de l'escena argentina com ara Antonio Gasalla, Gloria Montes o Claudio Segovia. La mort se l'emportà en un moment de màxima maduresa creativa.